# بني عبيد (مركز)
مركز بني عبيد مركز إداري مصري. يقع في محافظة الدقهلية الواقعة في جمهورية مصر العربية. القاعدة الإدارية للمركز هي مدينة بني عبيد.

## السكان
بلغ عدد سكان المركز 143,926 نسمة في تقدير يوليو 2024 أغلبهم ريفيون، عدد الرجال منهم 73,217 والنساء 70,709 نسمة.
| السنة  | 2006    | 2017    | 2024    |
| ------ | ------- | ------- | ------- |
| المركز | 104,344 | 130,983 | 143,926 |